# لؤي الخطيب
لؤي حميد جواد الخطيب (1968-) سياسي عراقي ووزير الكهرباء في حكومة عادل عبد المهدي.
لديه بكالوريوس في هندسة التكنولوجيا بدرجة شرف، من جامعة الأمام الصادق  في العراق ، وباحث دراسات عليا في السياسات العامة، جامعة سالفورد، في المملكة المتحدة، ودكتوراه علوم سياسية ودكتوراه اقتصاد سياسي من جامعة إكزتر في المملكة المتحدة، وقد عمل مهندساً في عدد من الشركات العالمية وهي الغاز بريطانيا، شيل الهولندية، النفط الوطنية الأندونيسية، ومستشاراً فخرياً لمجلس النواب العراقي في شؤون الطاقة والاقتصاد منذ عام 2007. ومؤسس منتدى العراق للطاقة الدولي في بغداد، والمؤسس والمدير التنفيذي لمعهد العراق للطاقة، وزميل أقدم في مركز الطاقة الدولي، جامعة كولومبيا، نيويورك، الولايات المتحدة الأمريكية، وزميل السياسة الخارجية لمؤسسة بروكينغز، في واشنطن الولايات المتحدة الأمريكية
صوت عليه البرلمان العراقي في 24 أكتوبر، 2018 ليكون وزيراً للكهرباء لحكومة عادل عبد المهدي.